# حوا
حوا قرية سورية تتبع ناحية سنجار في أقصى جنوب شرق منطقة معرة النعمان في محافظة إدلب. بلغ عدد سكانها 2720 نسمة في عام 2004 حسب إحصاء المكتب المركزي للإحصاء.
أشهر أثارها